# Smoke + Mirrors Tour
O Smoke + Mirrors Tour é a atual turnê mundial da banda de rock americana Imagine Dragons em apoio do seu segundo álbum de estúdio Smoke + Mirrors (2015). A turnê começou em Santiago, Chile em 12 abril de 2015 e vai continuar através das Américas, Ásia, Oceania e Europa até novembro de 2015. Até agora, a banda tem planejado fazer 84 shows.
Em 2012, Imagine Dragons lançou seu primeiro álbum de estúdio, o Night Visions que lançou a banda para o sucesso. Para promover o disco, a banda embarcou em uma turnê mundial, chamada Night Visions Tour, que teve 170 shows por todo o mundo. Durante essa turnê , a banda estava trabalhando em seu segundo álbum.
Em 16 de dezembro de 2014, Imagine Dragons anunciou que seu segundo álbum seria lançado em 17 de fevereiro de 2015 e a turnê foi anunciada logo depois.